# John R. Cumpson

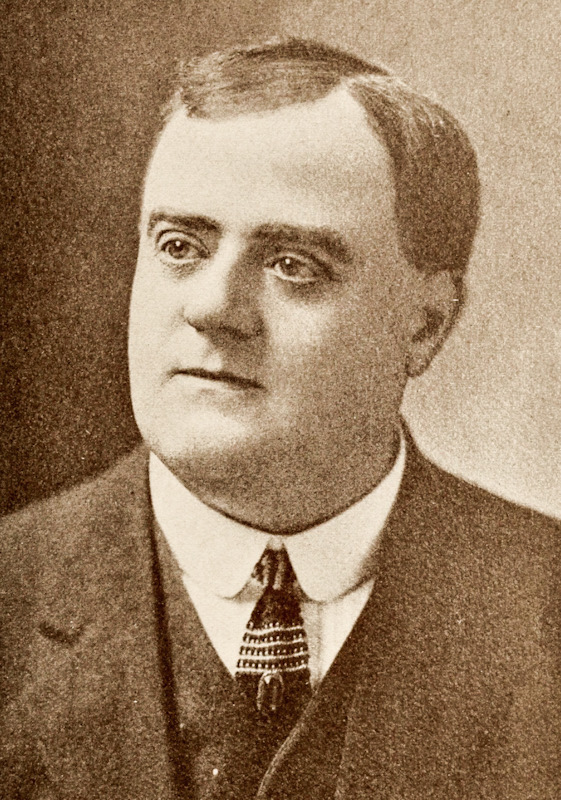
John R. Cumpson in una fotografia del 1911

John R. Cumpson (Buffalo, 1868 – New York, 15 marzo 1913) è stato un attore statunitense.

## Biografia
Nato a Buffalo, nello stato di New York, John R. Cumpson comincia la sua carriera cinematografica nei primi anni del cinema muto, lavorando con due dei principali pionieri della neonata industria, Wallace McCutcheon e Edwin S. Porter, che lo dirigono nel 1905 in The White Caps per la Edison Manufacturing Company. Il suo secondo film è A Calamitous Elopement del 1908, il primo di una serie di cortometraggi in cui viene diretto da Griffith.
La sua carriera durò solo sette anni, nei quali interpretò 137 pellicole. Il suo ultimo film Ferdie, Be Brave, prodotto dalla IMP, uscì nel novembre 1912, pochi mesi prima della morte di Cumpson che era malato di diabete, deceduto a 45 anni il 15 marzo 1913 a causa di una polmonite.

## Filmografia
- The White Caps, regia di Wallace McCutcheon e Edwin S. Porter (1905)
- A Calamitous Elopement, regia di D.W. Griffith (1908)
- Monday Morning in a Coney Island Police Court, regia di D.W. Griffith (1908)

- The Salvation Army Lass, regia di D.W. Griffith (1909)

- Schneider's Anti-Noise Crusade, regia di David W. Griffith (1909)
- The Winning Coat, regia di D.W. Griffith   (1909)

- The Summer Girl, regia di Bannister Merwin (1911)

- An International Heart Breaker, regia di C.J. Williams (1911)

- How She Married
- The Flag of Distress, regia di Hayward Mack (1912)
- I Wish I Had a Girl
- Brown Moves Into Town, regia di Pierce Kingsley (1912)
- The Broken Lease
- Beat at His Own Game
- The Home Strike-Breakers
- Percy Learns to Waltz, regia di William Robert Daly (1912)
- The Chef's Downfall
- Mr. Smith, Barber
- The Lonesome Miss Wiggs, regia di William Robert Daly (1912)
- A Millionaire for a Day
- A Piece of Ambergris
- Breach of Promise, regia di W.R. Daly (William Robert Daly) - cortometraggio (1912)
- Let Willie Do It
- The Maid's Stratagem, regia di F.A. Thomson (Frederick A. Thomson) (1912)

- Early in the Morning (1912)
- Ferdie, Be Brave (1912)